# オリオン座カイ1星
オリオン座χ1星 (Chi1 Orionis, χ1 Ori) は、オリオン座の恒星。
G型主系列星の主星と、推定質量が太陽の15%ほどの暗い赤色矮星の伴星からなる連星で、相互の公転周期は14.1年である。主星と伴星との平均距離は6.1天文単位であるが、その軌道の離心率は高く、相互の距離は3.3天文単位から8.9天文単位まで変化する。伴星の存在ゆえに、この星系に生命居住可能惑星が存在する可能性は低いと考えられている。
この恒星はおおぐま座運動星団の一員であると考えられている。